# هنري ليون
هنري ليون (20 أبريل 1983 بكيتو في الإكوادور - ) هو لاعب كرة قدم إكوادوري في مركز الوسط، شارك في كوبا سود أمريكانا وكوبا ليبرتادوريس والدوري الإكوادوري لكرة القدم. وشارك مع منتخب الإكوادور لكرة القدم. أما مع النوادي، فقد لعب مع برشلونة جواياكويل وليغا دي كيتو ونادي الجونة ونادي إيميلك ونادي إسبولي الرياضي ‏ ونادي الجامعة الكاثوليكية (الإكوادور) وإنديبندينتي ديل فال ونادي أولميدو.

## وصلات خارجية
- هنري ليون على موقع الاتحاد الدولي (مؤرشف)  (الإنجليزية)
- هنري ليون على موقع قاعدة بيانات كرة القدم.إي يو (الإنجليزية)
- هنري ليون على موقع ناشيونال فوتبول تيمز (الإنجليزية)
- هنري ليون على موقع Soccerbase.com (لاعب) (الإنجليزية)
- هنري ليون على موقع Soccerway.com (الإنجليزية)
- هنري ليون على موقع عالم كرة القدم.نت (الإنجليزية)